# Ramonda (Marvel Comics)
Ramonda é uma personagem fictícia que aparece nos quadrinhos publicados pela Marvel Comics. Ela é a madrasta de Pantera Negra. foi criada por Don McGregor e Gene Colan, apareceu pela primeira vez em Marvel Comics Presents Vol. 1 #14 (Março de 1989).

## Biografia
Ramonda é a Rainha Mãe de Wakanda, mãe de Shuri e madrasta de T'Challa. Ela é a segunda esposa de T'Chaka. Nascida na África do Sul, casou-se T'Chaka após a morte de sua esposa anterior N'Yami. depois de ter Shuri, Ramonda foi capturado pelo supremacista branco Anton Pretorius e sofreu anos de abuso sexual dele. Quando T'Challa descobriu onde ela estava, ele usou o traje de Pantera Negra e resgata-lá. Quando Anton insistiu que a amava, Ramonda o socou no rosto e saiu com seu T'Challa,mesmo não sendo filho de Ramonda,ele a considera sua mãe, poís não conheceu N'Yami.

## Habilidades e Poderes
Ela tem conhecimento de rituais, magia e pautas políticas tribais wakandanas

## Outras Mídias
Filme
- Angela Bassett interpretou Ramonda no filme Pantera Negra no Universo Cinematográfico da Marvel.[6][7] Esta versão de Ramonda é a mãe biológica de T'Challa e não sua madrasta.